# Градска вила у Ул. Косовској 28 у Алексинцу
Градска вила у Ул. Косовској 28 се налази у Алексинцу. Саграђена је 1924. године и представља непокретно културно добро као споменик културе Србије.  

## Опште информације
Кућа се налази у улици Косовској 28, својом локацијом заузима део простора надомак периферијској зони насеља, а саграђена је као виноградарска кућа, попут виле заједно са окућницом у власништву породице Савић 1924 године. Пројектант је Милорад Дивац. Саграђена је као приземна и састоји се из габарита правоугаоне основе, тако да из масе израњају плитки калкански ризалити са стране, како на северној тако и на јужној фасади. Просторије унутар зграде групишу се око средишњег предсобља. 
У спољној архитектури, са благом игром маса и кровова, условљеном једном потпуно симетричном димензијом, остварен је веома пријатан сценски ефекат, коме доприноси и сам прилаз објекту са предбаштом. Посматрана у целини заједно са својом окућницом и ширим екстеријером кућа представља једно од ретких материјалних сведочанстава тадашњег начина становања у природи, надомак града.
Уписана је у регистар Завода за заштиту споменика културе Ниш 1989. године.